# Bendy Pedersen
Bendy Gunnar Pedersen (født 17. januar 1933 i Kerteminde, død 1. februar 2017 smst.) var en dansk cykelrytter, og senere mangeårig restauratør. Han var professionel rytter fra 1958 til 1961.
Pedersen har vundet landevejsløbet Fyen Rundt i 1956 og 1957. Efter landevejssæsonen i 1958 blev han professionel vinterbanerytter.
Bedste resultat ved et seksdagesløb kom i 1960, da han ved seksdagesløbet i Aarhus endte på tredjepladsen sammen med makker Hans Edmund Andresen, én omgang efter det belgiske vinderpar Rik Van Steenbergen og Emile Severeyns, og på omgangshøjde med Kay Werner og Palle Lykke som par nummer syv på andenpladsen.